# Phoebolampta cubensis
Phoebolampta cubensis är en insektsart som beskrevs av Rehn, J.A.G. 1907. Phoebolampta cubensis ingår i släktet Phoebolampta och familjen vårtbitare. Inga underarter finns listade i Catalogue of Life.